# Ameisstein
Der Ameisstein ist ein 776 m ü. A. hoher Berg im Toten Gebirge im Gemeindegebiet von Grünau im Almtal am Nordwestufer des Almsees. Seine markanten Nord- und Ostwände fallen fast senkrecht ab. Die Süd- und Westflanke sind sanfter geneigt. Auf den Gipfel führt kein markierter Anstieg, er ist jedoch von Süden leicht erreichbar. Der Ameisstein ist wegen seiner schönen Aussicht über den Almsee und das Tote Gebirge ein beliebter Wanderberg. Am Gipfel befindet sich ein Gipfelkreuz mit Gipfelbuch.
Ameisstein liegt das althochdeutsche meiz „Holzschlag, Rodung, Jungwald“, ahd. meizan, bairisch maißen „abschneiden“ zu Grunde; es sind Gebiete, die Kahlschlag aufweisen.